# Harry Dijksma
Harry Dijksma (Hilversum, 12 maart 1951) was van april 1999 tot februari 2010 namens de VVD lid van Gedeputeerde Staten van Flevoland. Hij was tevens lid van het Comité van de Regio's van de Europese Unie, waar hij van 2004 tot 2008 voorzitter van de Commissie Economisch en Sociaal Beleid was.
Dijksma heeft bedrijfskunde gestudeerd in Delft en Rotterdam. Van 1993 tot 1998 was hij directeur van de ING Bank en daarvoor sinds 1976 werkzaam bij een drietal banken. In 1999 werd hij gekozen tot gedeputeerde van de provincie Flevoland na vier jaar lid van Provinciale Staten geweest te zijn. Zijn portefeuille omvatte financiën, wegen, verkeer en vervoer, kunst en cultuur en Europa. Bij de provinciale verkiezingen in 2007 was hij lijsttrekker voor de VVD en als winnaar van de verkiezingen was hij formateur van het college van GS, bestaande uit VVD, CDA en PvdA.
Bij zijn afscheid als gedeputeerde werd een plantsoen in Dronten, Flevoland, naar hem vernoemd.
Hij vervult een aantal toezichthoudende functies en bestuursfuncties. Van september 2008 tot november 2008 was Dijksma waarnemend Commissaris van de Koningin in Flevoland. Hij werkte verder als zelfstandig adviseur o.a. voor Nieuw Budget en de maatschap Nieuw College (2010 en 2011). In 2010 was Dijksma informateur na de gemeenteraadsverkiezingen in Harderwijk. Op 29 april 2010 werd hij benoemd tot Ridder in de Orde van Oranje Nassau voor zijn verdiensten in het Comité van de Regio's en zijn vele (vrijwillige) bestuursfuncties. Thans is hij nog voorzitter van het bestuur Corrosia Theater, Expo & Film, vicevoorzitter van de afdeling Flevoland Prins Bernhard Cultuurfonds, lid van de Raad van Toezicht Omroep Flevoland, lid van de Raad van Toezicht Het Flevolandschap, voorzitter van de Raad van Commissarissen MKB & Technofonds Flevoland en lid van de Raad van Toezicht bij LandschappenNL.
Vanaf februari 2017 was Dijksma waarnemend burgemeester van de gemeente Elburg. In juli 2017 heeft de gemeenteraad van Elburg Jan Nathan Rozendaal voorgedragen om daar de burgemeester te worden. Op 9 oktober 2017 heeft Dijksma afscheid genomen van Elburg als burgemeester en enkele dagen later werd Rozendaal geïnstalleerd.
Vanaf 1 juli 2018 is Dijksma Kamerheer van Zijne Majesteit Koning Willem-Alexander namens Flevoland. Kamerheren ondersteunen en adviseren de Koning in hun regio.